# Einar Hellners
Einar Julius Hellners, född 21 april 1888 i Gråmanstorps socken, död 20 april 1963 i Malmö, var en svensk affärsman och försäkringsman.
Einar Hellners var son till grosshandlaren Jacob Jacobsson. Efter mogenhetsexamen i Helsingborg 1906 utexaminerade han 1907 för Göteborgs handelsinstitut och anställdes samma år som tjänsteman i faderns kontor i Helsingborg. 1908-1911 fortsatte han sina handelsstudier i Tyskland, Storbritannien, Frankrike och Ryssland. Efter att ha återkommit till Sverige anställdes han åter i faderns firma innan han fortsatte sina studier vid Lunds universitet och avlade filosofie kandidatexamen 1916. Under sin tid som student vid Lunds universitet organiserade han Lunds studentkårs konviktorium och fastighetsaktiebolaget konviktorium 1918 samt Lunds studentkårs kreditkassa 1920. 1921–1925 var Hellners VD i J. Jacobssons AB i Halmstad, innan han 1925 gick över till Brand- och livförsäkringsaktiebolaget Skåne och Försäkrings AB Skandia 1932. Han var medlem av 1937 års försäkringssakkunniga. Hellers var under 1930-talet initiativtagare till ett flertal kreditkassor, bland annat för Svenska bokhandeln 1935, för Sveriges allmänna folkskollärarförening 1936 och för Apotekarekåren 1938. 1940 blev Hellers chef för oljeväxtavdelningen vid Svenska spannmålsaktiebolaget och 1944 VD för oljeväxtodlingens riksorganisation, Oljeväxtcentralen i Malmö. Hellners utgav ett flertal uppsatser i försäkringsämnen i tidningar och tidskrifter.